# Tiểu thuyết thần ma
Tiểu thuyết thần ma (giản thể: 神魔小说, phồn thể: 神魔小說 (Thần ma tiểu thuyết), bính âm: Shénmó Xiǎoshuō) là một thể loại tiểu thuyết kỳ ảo xoay quanh các sinh vật siêu nhiên trong thần thoại Trung Quốc. Thuật ngữ tiểu thuyết thần ma được nhà văn Lỗ Tấn đặt ra vào đầu thế kỷ 20, nghĩa đen là "tiểu thuyết về các vị thần và quỷ". Các tác phẩm tiêu biểu thuộc thể loại này là Tây du ký và Phong thần diễn nghĩa.

## Lịch sử

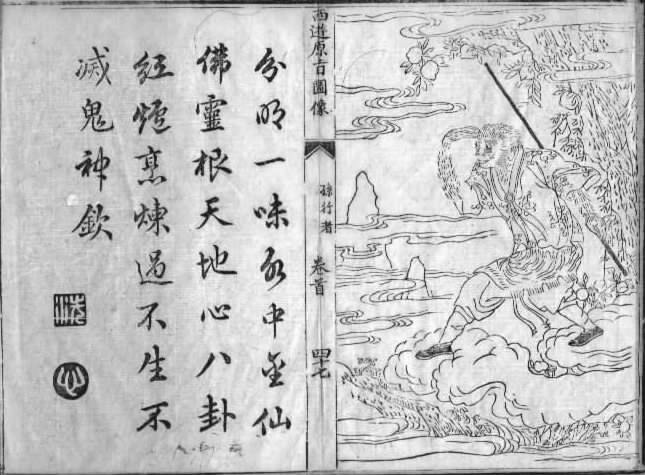
Tranh minh họa của Tây du ký

Tiểu thuyết thần ma xuất hiện lần đầu vào thời nhà Minh dưới dạng bạch thoại, một dạng văn viết dựa trên phương ngôn chứ không phải văn ngôn. Nguồn gốc của thể loại này được tìm thấy trong truyện cổ tích và truyền thuyết. Các yếu tố pháp thuật và đạo thuật bắt nguồn từ thần thoại và các tôn giáo tại Trung Quốc, bao gồm Đạo giáo và Phật giáo, phổ biến trong giới trí thức thời nhà Minh.
Tam Toại bình yêu truyện của La Quán Trung được cho là tác phẩm thần ma đầu tiên. Trong tiểu thuyết, Vương Tắc nổi loạn chống chính quyền với sự trợ giúp của ma thuật. Tứ du ký là bộ tiểu thuyết thần ma khác được xuất bản vào thời phong kiến. Hàn Tương Tử toàn truyện là một tiểu thuyết Đạo giáo cùng thời, cùng có chủ đề siêu nhiên nhưng mang nhiều màu sắc tôn giáo hơn.
Các ví dụ nổi tiếng nhất của tiểu thuyết thần ma là Tây du ký và Phong thần diễn nghĩa. Tây du ký được các nhà phê bình văn học Trung Quốc coi là kiệt tác của thể loại tiểu thuyết thần ma. Sự phổ biến của Tây du ký đã truyền cảm hứng cho một loạt các tiểu thuyết mượn các yếu tố cốt truyện từ bộ truyện này.

### Thế kỷ 20

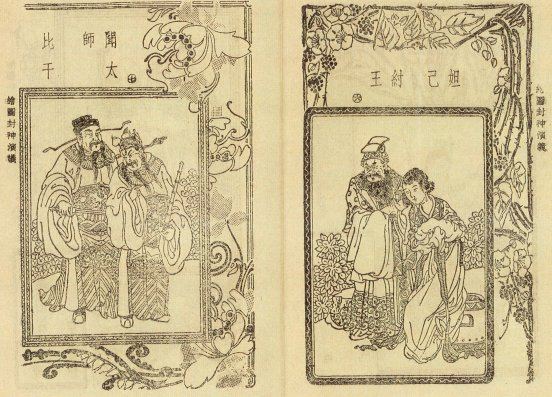
Phong thần diễn nghĩa

Văn học thần ma đã bị phản đối vào đầu thế kỷ 20. Thế hệ các nhà văn theo phong trào Ngũ Tứ đã phản đối văn học kỳ ảo và ủng hộ chủ nghĩa văn học hiện thực chịu ảnh hưởng từ xu hướng văn học châu Âu thế kỷ 19. Các nhà văn Trung Quốc coi các thể loại giả tưởng như thần ma là mê tín và là sản phẩm của xã hội phong kiến. Những câu chuyện về các vị thần và quái vật được coi là trở ngại cho việc hiện đại hóa Trung Quốc và tiến bộ khoa học. Nhà văn Hổ Thích đã viết rằng, các phép thuật và sinh vật ma thuật trong tiểu thuyết Trung Quốc có hại cho người dân Trung Quốc hơn vi trùng được Louis Pasteur phát hiện. Những câu chuyện về chủ đề siêu nhiên đã bị lên án trong cuộc cách mạng Văn Hóa.
Thần ma và các thể loại văn học giả tưởng khác đã được hồi sinh tại Đài Loan, Hồng Kông và sau đó, tại Trung Quốc đại lục sau khi cách mạng Văn Hóa kết thúc. Khi trở lại với văn hóa đại chúng, thể loại giả tưởng đã trở nên phổ biến trên điện ảnh, truyền hình, phát thanh và văn học. Các nhà văn đương đại thường sử dụng các chủ đề siêu nhiên để làm nổi bật bầu không khí thế giới khác trong tác phẩm của họ.